# Brighton (Oregon)
Brighton az Amerikai Egyesült Államok északnyugati részén, Oregon állam Tillamook megyéjében, a U.S. Route 101 mentén elhelyezkedő önkormányzat nélküli település.

## Története
1910-ben az angliai Brightonhoz hasonló üdülőhelyet szerettek volna létrehozni; habár nem közvetlen az óceánparton feküdt, az új település a Brighton Beach nevet kapta. A posta 1912 és 1957 között működött. Egykor itt volt a Southern Pacific Transportation Company vasútállomása; a vonalon ma az Oregon Coast Scenic Railroad Garibaldi és Wheeler közötti járatai közlekednek.
1926-ig itt működött a Brighton Mills Company fűrész- és gyaluüzeme; az első világháború repülőgépei számára az országban itt állították elő a legtöbb faanyagot.

## Fordítás
- Ez a szócikk részben vagy egészben  a   Brighton, Oregon című angol Wikipédia-szócikk ezen változatának fordításán alapul.  Az eredeti cikk szerkesztőit annak laptörténete sorolja fel. Ez a jelzés csupán a megfogalmazás eredetét és a szerzői jogokat jelzi, nem szolgál a cikkben szereplő információk forrásmegjelöléseként.